# Eva Volfová
Eva Volfová rozená Pešková (* 12. září 1979 Teplice) je česká výtvarnice, ilustrátorka a pedagožka. Působí jako učitelka výtvarné výchovy, autorka edukačních programů a lektorka grafických technik. Zabývá se volnou tvorbou, vytváří cykly obrazů a grafik. 

## Život a studia
V letech 1994–1998 studovala obor propagační výtvarnictví na Střední průmyslové škole grafické v Praze. Pokračovala tamtéž ve studiu oboru knižní grafika. V letech 2000–2006 studovala na Vysoké škole uměleckoprůmyslové v Praze v atelieru textilu. Během studia absolvovala stáže na AVU Praha v ateliéru grafiky Jiřího Lindovského a Juraje Horváta v ateliéru ilustrace a  na univerzitě v Lublani v ateliéru textilu. V letech 2014–2017 studovala na Pedagogické fakultě Univerzity Karlovy didaktiku výtvarné výchovy. 
Během studia se zúčastnila výstav i v zahraničí a za své práce získala řadu ocenění. Například lze jmenovat Rooms Free, Lichtenwald (2004), Veletrh dětské knihy v Bologni, Italie (2006), Výstavu ilustrací autorů nakladatelství Baobab v Českém centru v Bratislavě (2007), výstavu českých ilustrátorů na knižním veletrhu v Saarbrückenu (2009). Její práce byla zařazena do katalogu Archiv zázraků pro EXPO Šanghaj (2010). Zúčastnila se Bienále ilustrací Bratislava (2013). Její práce patří k oceňovaným v Japonsku (2014, 2015, 2021) – Stories Drawn in Thread.
Žije v Chotovinách u Tábora. Pracuje jako učitelka v ZUŠ Sezimově Ústí. Je vdaná, má čtyři děti.

## Dílo

### Knížky a ilustrace

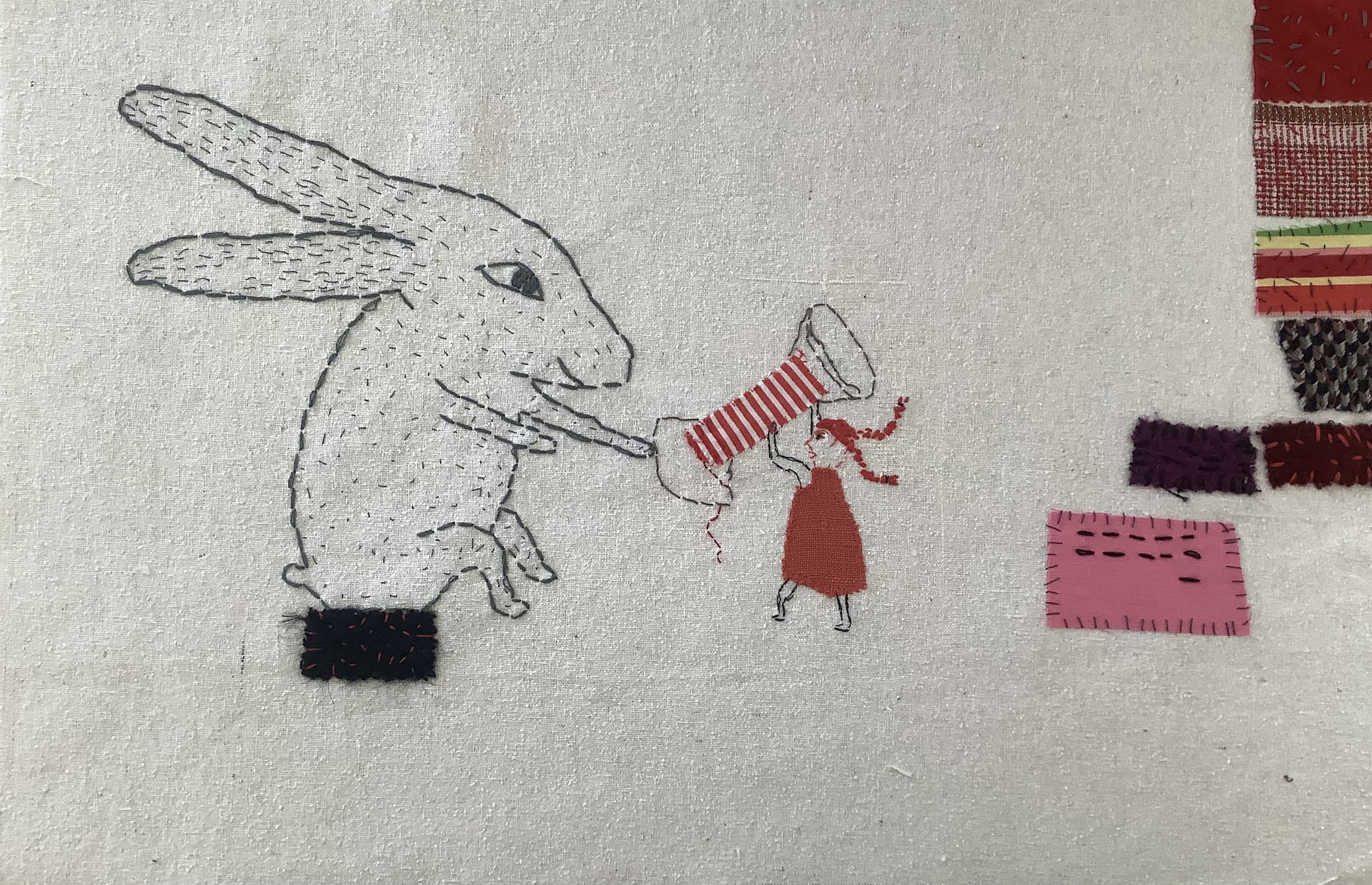
Eva Volfová, Nitka a králíček, výšivka a textilní koláž, 2022, ilustrace z knihy Nitka a zatoulaný knoflíček

Od roku 2006 se věnuje knižní ilustraci, většinou ilustruje knihy pro nejmenší čtenáře. V roce 2006 vydala ve spolupráci s Terezou Horváthovou první knihu Kočička z kávové pěny. Ilustrace v knize tvořily původně její diplomovou prací na VŠUP. V soutěži Nejkrásnější česká kniha získala třetí místo a nominaci v soutěži Zlatá stuha. V roce 2023 byla vydána v Japonsku.
- Šípková Růženka – 12 nejmenších pohádek, kniha získala v roce 2011 3. místo v soutěži Nejkrásnější česká kniha. Autorka titulní pohádky, technika ruční výšivka a textilní koláž[9]
- Z domu a zahrady – ilustrace vytvořené textilní koláží a ruční výšivkou. Kniha vytvořena na text Olgy Černé. Nominace na Nejkrásnější českou knihu 2011, nominace v soutěži Zlatá stuha 2011[10][11]
- Rybička – text Tereza Horváthová, 2014, získala nominaci v soutěži Zlatá stuha 2014. Výtvarná technika ilustrací: kresba[12][13]
- Dobrou noc – 12 ukolébavek, kolektiv autorů, kresba[14]
- Fridolína Antonína a malá Mína[15] – text Tereza Horváthová, 2019, technika ilustrací: ruční výšivka, textilní koláž
- Nitka a zatoulaný knoflíček – text Tereza Horváthová, technika ilustrace, ruční výšivka a textilní koláž. Kniha získala cenu v soutěži Zlatá stuha: 1. místo za rok 2022, výtvarná část, knihy pro mladší děti[16][17]

### Výstavy

#### Samostatné výstavy – výběr
- 2022 – Přišij, střihni, vypárej aneb Nitka a zatoulaný knoflíček, Galerie a tiskárna Karmášek, České Budějovice[1]
- 2022 – Nepřetrhnout nit, Městská galerie Týn nad Vltavou [18]
- 2022 – Výměna rolí, Galerie Divadla Oskara Nedbala, Tábor[19]
- 2021 – Miluju výšivku (i křížkovou), WTG Hradec Králové
- 2019 – Nic nad nit, Zastavkafe, Chotěboř
- 2018 – Vystřiženo, vyšito, AJG Dům Štěpánka Netolického, Třeboň[3]
- 2017 – Děravá představení, DON Tábor
- 2014 – Rybička a jiné práce, Baobab, Krymská, Praha
- 2013 – Z domu a zahrady, Galerie výtvarného umění v Chebu[20]

#### Účast na výstavách – výběr
- 2021 – EXPO Týn '21, Městská galerie Týn nad Vltavou[21]

- 2020 – EXPO Týn, Městská galerie Týn nad Vltavou[22]
- 2019 – Wolf Sisters, Tábor
- 2019 – EXPO Týn, Městská galerie Týn nad Vltavou[23]
- 2015 – Baořez, Havlíčkův Brod[24]
- 2013 – Výstava současné české ilustrace, Galerie Havlíčkův Brod[25]
- 2003 – Současný český design, Obecní dům v Praze
- 2001 – Černobílé tisky, Muzeum města Duchcov[26]
- 2000 – Grafika roku, Staroměstská radnice, Praha

### Volná tvorba

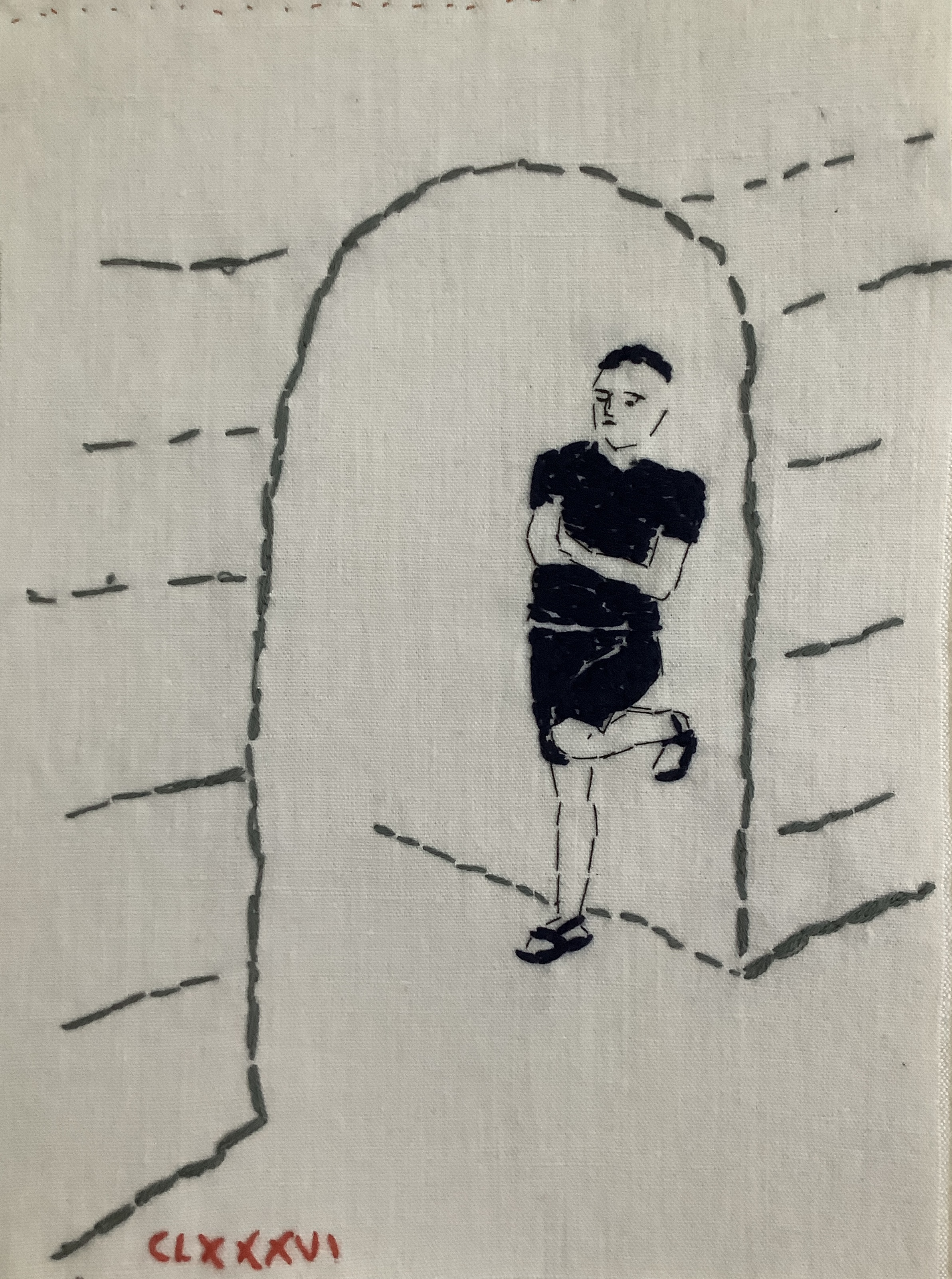
Eva Volfová z cyklu Embroidaily, 2023

Její volná tvorba zahrnuje velkoformátové výšivky, tematické cykly obrazů, grafiku, ex libris, instalace a prostorové objekty. Zpracovává graficky výšivky, vyjadřuje „napětí mezi textilem a grafikou“. Výšivky kombinuje s textilní koláží. Pracuje s technikou linorytu, sítotisku, leptu, které kombinuje s kresbou i „kresbou nitěmi“.

#### Tvůrčí stipendia Ministerstva kultury ČR
- 2020 tvůrčí stipendium Českého literárního centra – projekt Kocourek[27]
- 2020–2021 tvůrčí stipendium Ministerstva kultury České republiky, projekt Nitka a Linka[5]
- 2023 tvůrčí stipendium Ministerstva kultury České republiky pro autorské dvojice v Sokolowsku, Polsko,[28] pro Evu Volfovou a Olgu Černou.

#### Zastoupení ve sbírkách
- Moravská galerie v Brně
- Regionální muzeum v Teplicích
- Městské muzeum Týn nad Vltavou
- Uměleckoprůmyslové museum v Praze
- Galerie výtvarného umění v Chebu
- Moravská zemská knihovna v Brně

## Pedagogická činnost
Pracuje jako učitelka výtvarné výchovy. Připravuje workshopy pro školy a knihovny, dílny pro děti. Věnuje se edukaci moderních metod ve výtvarné výchově, je lektorkou grafických výtvarných technik.

### Výběr edukativních projektů
- Fiktivní loterie „Poznej svět!“, edukační program k výstavě Miroslava Šaška, 2014[29]
- Cyklus pohlednic „Rag Trade“, diplomová práce VŠUP, 2006[30]
- „Co je divadlo“ pro Divadlo Oskara Nedbala, edukační program pro školy, Tábor, scénografie a realizace projektu[31]

### Ocenění za knihy pro děti
- Nejkrásnější kniha roku – uděluje Ministerstvo kultury ČR a Památník národního písemnictví, 3. místo uděleno 1999, 3. místo uděleno 2011[32]
- Zlatá stuha[33] – uděluje Česká sekce IBBY – Společnost přátel knihy pro mládež a spolupořadatel Klub ilustrátorů dětské knihy, Obec překladatelů, Národní pedagogické muzeum a knihovna J. A. Komenského a Památník národního písemnictví. Nominace 1999, 2011, 2014, 1 místo za výtvarnou část, knihy pro mladší děti, 2022[34]